# Clydonodozus alexanderi
Clydonodozus alexanderi är en tvåvingeart som beskrevs av Lindner 1958. Clydonodozus alexanderi ingår i släktet Clydonodozus och familjen småharkrankar.
Artens utbredningsområde är Tanzania. Inga underarter finns listade i Catalogue of Life.